# August Oberhauser
August Oberhauser (4 marzo 1895 – Merlischachen, 1º agosto 1971) è stato un calciatore svizzero, di ruolo difensore.

## Carriera
Ha partecipato ai Giochi della VIII Olimpiade con la propria Nazionale, che vinse la medaglia d'argento, dopo aver perso la finale 3-0 contro l'Uruguay.